# Tracy Chapman
Tracy Chapman (Cleveland, Ohio; 30 de marzo de 1964) es una  cantante estadounidense ganadora de varios premios Grammy y conocida por el éxito de canciones como «Fast Car», «Across the Lines», «Talkin' Bout a Revolution», «Baby Can I Hold You», «Subcity» y «Give Me One Reason», que aúnan la fórmula del éxito con el compromiso político de sus letras. Es prima directa de la Familia Jackson.
Hasta 2018, Chapman ha publicados ocho discos de estudio, que le han hecho ganar un total de 4 Premios Grammy, 2 Brits Awards y 1 Billboard Music Award. Y su primer álbum Tracy Chapman de 1988 es uno de los trabajos hechos por una mujer más exitosos de la historia.

## Biografía
Nacida en Cleveland, fue criada por su madre, quien descubrió la afición de Chapman por la música. Haciendo un gran sacrificio, le compró un ukelele cuando tenía solo tres años. Tracy Chapman comenzó a tocar la guitarra y a escribir canciones con tan solo ocho años. Fue aceptada en una organización  dedicada a reclutar niños afrodescendientes con aptitudes para destacar en diferentes campos, por lo que entró a estudiar en la Wooster School y posteriormente en la Tufts University de Medford, Massachusetts.
Se licenció en Antropología en la Universidad Tufts, Boston, graduándose en la especialidad de Estudios Africanos. En 2004, la Tufts University le concedió el título de doctor honoris causa.

## Carrera profesional

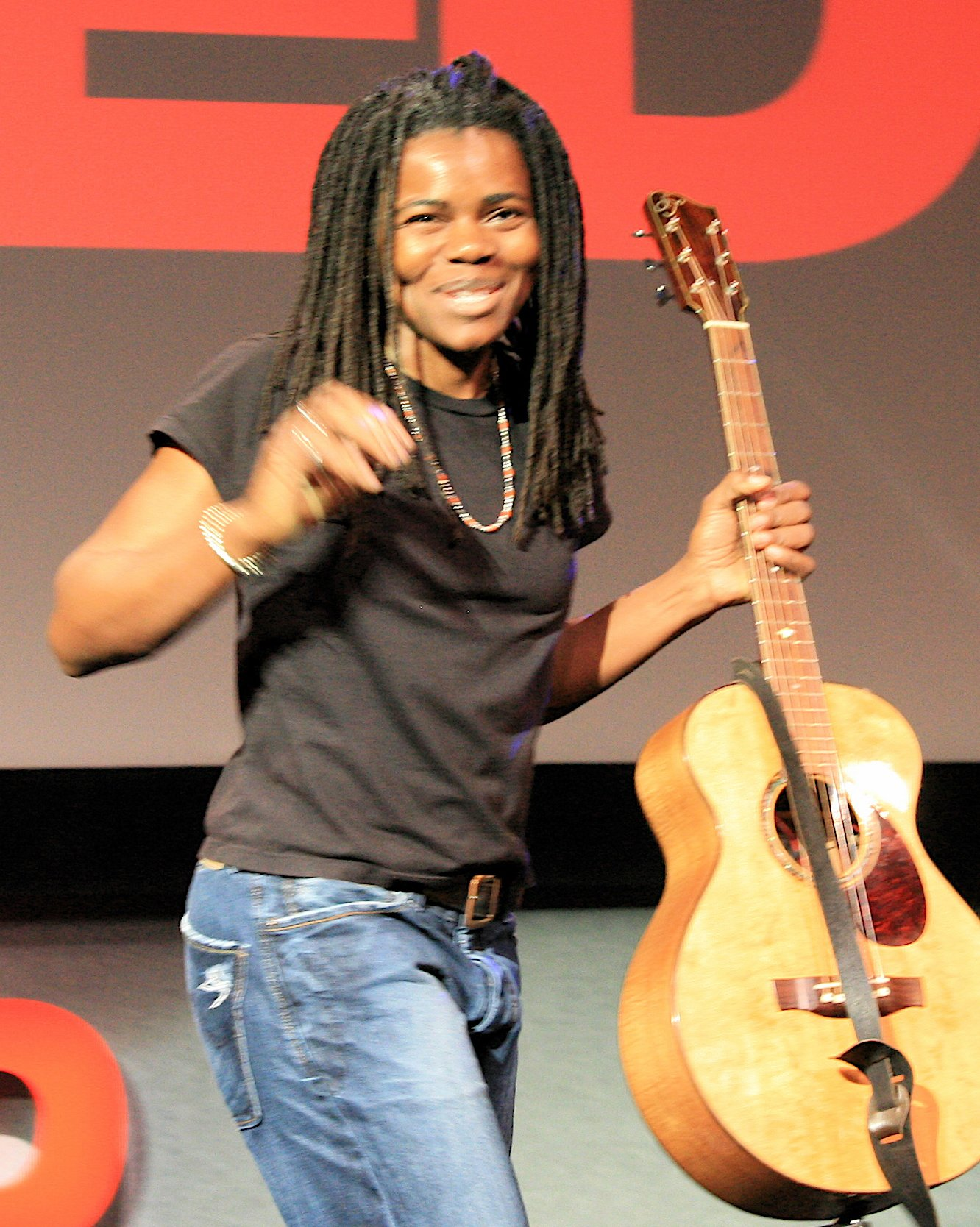
Tracy Chapman en el evento TED2007.

Durante sus estudios universitarios, Chapman comenzó a tocar en la calle y en cafés de la ciudad de Cambridge en Massachusetts. Tras su graduación firmó por la compañía Elektra Records para realizar su primer álbum, Tracy Chapman. La discográfica lanzó el disco al mercado el 5 de abril de 1988. Es la producción más exitosa de la carrera de la artista, que recibió tres premios Grammy y ha vendido más de 19,5 millones de unidades en el mundo.
El álbum fue muy bien acogido por la crítica y ella comenzó una gira donde fue captando a un gran número de fanes. Es considerado uno de los trabajos hechos por una mujer más exitosos de la historia, en una época en que pocas mujeres podían tomar sus propias decisiones sobre sus composiciones y sus carreras musicales (Madonna, Cyndi Lauper, Suzanne Vega,...).
Tras su actuación en el concierto homenaje a los 70 años de Nelson Mandela, la canción «Fast Car» comenzó a subir en las listas estadounidenses hasta alcanzar el Top 10. El álbum alcanzaría ventas elevadas llegando al disco de platino y Tracy lograría tres grammys en la edición de ese año. Causó un gran impacto mundial ya que dio inicio a que un movimiento de cantautoras  incursionara en la escena musical, entre las cuales se destacan Sarah McLachlan y también, Tori Amos. Aunque la canción «Fast Car» fue un gran éxito a nivel global, Chapman jamás volvería a repetirlo. Fue galardonada en 1989 con el premio Grammy al «Mejor álbum de Folk Contemporáneo» y a la «Mejor Interpretación de Pop Femenino» por «Fast Car». En 1989, la distinguida revista estadounidense Rolling Stone, clasificó el álbum en el puesto #10 en la lista de «Los 100 álbumes más exitosos de los años 80». En 2003, ocupó el puesto n.º 261 en la lista de «Los 500 álbumes más exitosos de la historia». También Tracy Chapman es el álbum número 74 más exitoso del planeta.
Tracy Chapman ha cantado junto con grandes celebridades. Por ejemplo, estuvo en el concierto homenaje a Bob Dylan por su 30 aniversario. Participó en el tour que realizó Amnistía Internacional Por Los Derechos Humanos, Human Rights Now!, cantando junto con Bruce Springsteen, Sting, Peter Gabriel, Youssou N'Dour y muchos otros. Con cada disco que publicaba, la cantante obtenía un gran éxito, no solo por los premios Grammy que recibía, sino porque cada uno de ellos era multiplatino.
Su siguiente álbum Crossroads lanzado en 1989 tuvo menos éxito comercial que su predecesor y para el siguiente, Matters of the Heart, Chapman preparó una gira en recintos de poca capacidad para recalcar el aire intimista del disco. Para sorpresa de la industria musical, su cuarto álbum New Beginning, fue todo un éxito comercial que llegó a vender 3 millones de copias tan solo en Estados Unidos. Este álbum incluía el hit «Give Me One Reason» que ganó el Grammy a la mejor canción de Rock del año y se convirtió en el sencillo de mayor éxito de Chapman hasta la fecha.
El siguiente álbum fue Telling Stories, editado en el año 2000, y supuso un giro hacia el rock frente al sonido folk dominante en los discos precedentes. Del disco el sencillo Telling Stories fue muy difundido en las radiofórmulas europeas. 
Su sexto disco fue Let It Rain, lanzado en 2002. En septiembre de 2005 publicó el álbum Where You Live, coproducido por Tchad Blake, con dos sencillos «Change» y «America». El 11 de noviembre de 2008 salió a la luz Our Bright Future, octavo álbum de estudio de Chapman, coproducido esta vez por Larry Klein. El primer sencillo del álbum, «Sing For You», fue lanzado digitalmente el 31 de octubre.
En 2015, al cumplir 25 años de carrera musical, publicó un disco de grandes éxitos y declaró que no estaba retirada. Además de incluir sus temas de siempre, incorporó en el álbum de manera inédita una versión de «Stand by Me» de Ben E. King que interpretó unos meses antes en el programa estadounidense de la CBS, The Late Show. En una entrevista animó a las mujeres a realizar sus propias carreras y alabó a las que están haciendo lo que de verdad quieren, como Adele.
En 2018 se celebró el 30.º aniversario del debut discográfico de Tracy Chapman, poniéndose en valor «aquella obra que, en 1988, restituyó el poder de la canción de autor politizada con exitosos resultados comerciales». Ese mismo año, la cantautora, que no publica desde hace diez años y se niega siempre a negociar sus derechos de autora para que otros artistas utilicen sus canciones en samples de rap cuando no tienen imaginación o creatividad, tuvo que demandar a una rapera por vulneración de derechos, con lo que su nombre ha vuelto a estar en los medios de comunicación especializados.
En noviembre de 2023 Chapman se convierte en la primera mujer de color en ganar como compositoria el premio a la música country (Country Music Awards) por el tema Fast Cars el cual fue reversionado por el cantante de ese género, Luke Combs.

## Vida privada
Aunque Tracy Chapman nunca ha hablado públicamente de su vida amorosa, la escritora Alice Walker hizo declaraciones acerca de su relación amorosa con Tracy Chapman en una entrevista con The Guardian el 15 de diciembre de 2006, donde explicó por qué no hicieron público su romance en ese entonces (a mediados de los años 90), diciendo que "la relación era fantástica y amorosa y maravillosa, yo la disfruté mucho, estaba totalmente enamorada de ella, pero era un asunto únicamente nuestro y de nadie más".
La artista se convirtió en una estrella muy joven, lo que le hizo rehuir. Es consciente de que su éxito y su carrera le han permitido ayudar a su familia y amistades y también disfrutar de libertad creativa y poder mantener sus principios sin cederlos por dinero. A cambio, es muy introvertida y extremadamente reservada, pidiendo siempre que se le respete, lo que no siempre consigue de la gente. En 2015 declaró que, para ella «estar bajo la mirada del público es incómodo» y que por ello «no es la persona ideal para este trabajo».

## Discografía
Álbumes de estudio
- 1988: Tracy Chapman
- 1989: Crossroads
- 1992: Matters of the Heart
- 1995: New Beginning
- 2000: Telling Stories
- 2002: Let It Rain
- 2005: Where You Live
- 2008: Our Bright Future

Álbumes recopilatorios
- 2001: Collection
- 2015: Greatest Hits